# Barcragujn chumb (2009)
Sezon (2009) był 18. sezonem o mistrzostwo Armenii w piłce nożnej. Liga liczyła 8 zespołów. Rozgrywki rozpoczęły się 21 marca, a zakończyły się 7 listopada. Tytuł obroniła drużyna Pjunik Erywań. Tytuł króla strzelców zdobył Artur Koczarjan, który w barwach klubu Uliss Erywań strzelił 15 goli.

## Drużyny w sezonie 2009
| Klub            | Miasto | Stadion                      | Pojemność |
| --------------- | ------ | ---------------------------- | --------- |
| Ararat Erywań   | Erywań | Stadion Miejski (tymczasowy) | 5 500     |
| Bananc Erywań   | Erywań | Stadion Nairi (tymczasowy)   | 2 000     |
| Gandzasar Kapan | Kapan  | Stadion Gandzasar            | 3 500     |
| Kilikia Erywań  | Erywań | Stadion Hrazdan              | 55 000    |
| Mika Asztarak   | Erywań | Stadion Mika                 | 8 000     |
| Pjunik Erywań   | Erywań | Stadion Hanrapetakan         | 15 000    |
| Szirak Giumri   | Giumri | Stadion Miejski              | 3 000     |
| Uliss Erywań    | Erywań | Stadion Mika (tymczasowy)    | 8 000     |

## Tabela końcowa
| Lp. | Drużyna           | M  | Z  | R | P  | Bramki | Bramki | Różn. | Pkt | Uwagi                                        |
| --- | ----------------- | -- | -- | - | -- | ------ | ------ | ----- | --- | -------------------------------------------- |
| 1   | Piunik Erywań (M) | 28 | 20 | 5 | 3  | 64     | 13     | +51   | 65  | Liga Mistrzów UEFA • II runda kwalifikacyjna |
| 2   | Mika Erywań       | 28 | 18 | 4 | 6  | 59     | 34     | +25   | 58  | Liga Europy UEFA • II runda kwalifikacyjna   |
| 3   | Ulis Erywań       | 28 | 16 | 5 | 7  | 47     | 25     | +22   | 53  | Liga Europy UEFA • I runda kwalifikacyjna    |
| 4   | Bananc Erywań     | 28 | 13 | 5 | 10 | 40     | 29     | +11   | 44  | Liga Europy UEFA • I runda kwalifikacyjna    |
| 5   | Gandzasar Kapan   | 28 | 12 | 2 | 14 | 32     | 47     | −15   | 38  |                                              |
| 6   | Szirak Giumri     | 28 | 5  | 8 | 15 | 24     | 55     | −31   | 23  |                                              |
| 7   | Kilikia Erywań    | 28 | 5  | 5 | 18 | 22     | 51     | −29   | 20  |                                              |
| 8   | Ararat Erywań (S) | 28 | 2  | 8 | 18 | 20     | 54     | −34   | 14  | Spadek do Araczin chumb                      |

## Najlepsi strzelcy
Źródło: ffa.am
|    | Narodowość               | Piłkarz                 | Klub            | Gole |
| -- | ------------------------ | ----------------------- | --------------- | ---- |
| 1  | Armenia                  | Artur Koczarjan         | Uliss Erywań    | 15   |
| 2  | Armenia                  | Arsen Awetisjan         | Gandzasar Kapan | 14   |
| -  | Wybrzeże Kości Słoniowej | Boti Demel              | Mika Asztarak   | 14   |
| 4  | Armenia                  | Henrik Mchitarjan       | Pjunik Erywań   | 11   |
| -  | Armenia                  | Samwel Melkonjan        | Bananc Erywań   | 11   |
| -  | Armenia                  | Artjom Adamjan          | Uliss Erywań    | 11   |
| 7  | Armenia                  | Aram Woskanjan          | Mika Asztarak   | 10   |
| -  | Armenia                  | Albert Tadewosjan       | Pjunik Erywań   | 10   |
| 9  | Armenia                  | Marcos Pineiro Pizzelli | Pjunik Erywań   | 9    |
| 10 | Armenia                  | Andranik Barikjan       | Szirak Giumri   | 8    |
| 11 | Hiszpania                | Ulises Cano             | Mika Asztarak   | 7    |
| -  | Armenia                  | Ara Akowjan             | Mika Asztarak   | 7    |
| -  | Armenia                  | Geworg Gazarjan         | Pjunik Erywań   | 7    |